# شبح درون پوسته: استند الون کامپلکس - جامعه در حالت استوار
شبح درون پوسته: استند الون کامپلکس - جامعه در حالت استوار (ژاپنی: 攻殻機動隊 STAND ALONE COMPLEX Solid State Society هپبورن: Kōkaku Kidōtai Sutando Arōn Konpurekkusu Soriddo Sutēto Sosaieti) عنوان یک فیلم انیمه‌ای در ژانر علمی-تخیلی محصول سال ۲۰۰۶ است که به عنوان بخشی از مجموعه تلویزیونی شبح درون پوسته: استند الون کامپلکس محسوب می‌شود که خود آن نیز با الهام از مجموعه مانگای شبح درون پوسته به قلم ماسامونه شیرو ساخته شده‌است. این فیلم توسط پروداکشن آی. جی تهیه شده‌است و کنجی کامیاما کارگردانی آن را بر عهده داشته‌است.
داستان فیلم در سال ۲۰۳۴، دو سال پس از وقایع سری دومین گیگ روایت می‌شود. توگوسا اکنون رهبر تیم بخش امنیت عمومی ۹ است که به‌طور قابل توجهی گسترش یافته است. بخش ۹ با مجموعه‌ای از حوادث پیچیده سر و کار دارد، از جمله ترور کا روم، دیکتاتور سابق جمهوری سیاک، که منجر به یک توطئه تروریستی با هدف استفاده از کودکان به عنوان ناقل یک ویروس سایبرنتیک بود. بررسی‌ها نشان می‌دهد که یک هکر با نام مستعار «پاپیتر» در پشت تمامی این وقایع است.
این فیلم که بودجه تولید آن ۳۶۰ میلیون ین بود، در ۱ سپتامبر ۲۰۰۶، و در تلویزیون ماهواره‌ای اسکای پرفکت‌تی‌وی! کشور ژاپن به نمایش درآمد، و سپس در سال ۲۰۰۷ در آمریکای شمالی منتشر شد. فیلم با واکنش‌های مثبتی از سوی منتقدان همراه بود، اگرچه منتقدان نسبت به سنگین بودن دیالوگ‌ها و فقدان صحنه‌های اکشن انتقاداتی داشتند.

## بازیگران
| شخصیت           | ژاپنی           | انگلیسی            |
| --------------- | --------------- | ------------------ |
| موتوکو کوساناگی | آتسوکو تاناکا   | مری الیزابت مک‌گلین |
| باتوئو          | آکیو اوتسوکا    | ریچارد اپکار       |
| توگوسا          | کوئیچی یامادرا  | کریسپین فریمن      |
| آراماکی         | اوسامو ساکا     | ویلیام فردریک نایت |
| ایشیکاوا        | یوتاکا ناکانو   | مایکل مک‌کارتی      |
| سایتو           | تورو اوکاوا     | دیو ویتنبرگ        |
| پاز             | تاکاشی اونوزوکا | باب بوخ‌هولتس       |
| بورما           | تارو یاماگوچی   | دین وین            |